# Chaenostoma punctulatus
Chaenostoma punctulatus is een krabbensoort. De wetenschappelijke naam van de soort is voor het eerst geldig gepubliceerd in 1884 door Edward John Miers.